# Teorema de Jacobson-Bourbaki
En álgebra, el teorema de Jacobson-Bourbaki es un teorema utilizado para extender la teoría de Galois a extensiones de campos que no necesitan ser separables. Fue presentado por Nathan jacobson (para campos conmutativos y extendido a campos no conmutativos por Jacobson (1947) y Henri Cartan (1947) quien atribuyó el resultado al trabajo inédito de Nicolas Bourbaki. La extensión de la teoría de Galois a extensiones normales se llama correspondencia de Jacobson-Bourbaki, que reemplaza la correspondencia entre algunos subcampos de un campo y algunos subgrupos de un grupo de Galois por una correspondencia entre algunos anillos de subdivisión de un anillo de división y algunas subálgebras de un álgebra asociativa.
El teorema implica tanto la correspondencia de Galois habitual para subcampos de una extensión de Galois como la correspondencia de Galois de Jacobson para subcampos de una extensión puramente inseparable de exponente como máximo 1.

## Declaración
Supongamos que L es un anillo de división. El teorema de Jacobson-Bourbaki establece que existe una correspondencia natural 1:1 entre:
- Anillos de división K en L de índice finito n (en otras palabras, L es un espacio vectorial izquierdo de dimensión finita sobre K).
- K -álgebras unitarias de dimensión finita n (como K -espacios vectoriales) contenidas en el anillo de endomorfismos del grupo aditivo de K.

El anillo de subdivisión y la subálgebra correspondiente son conmutantes entre sí.
Jacobson (1956, Chapter 7.2) dio una extensión a los anillos de subdivisión que podrían tener un índice infinito, que corresponden a subálgebras cerradas en la topología finita.